# Soldagem de topo

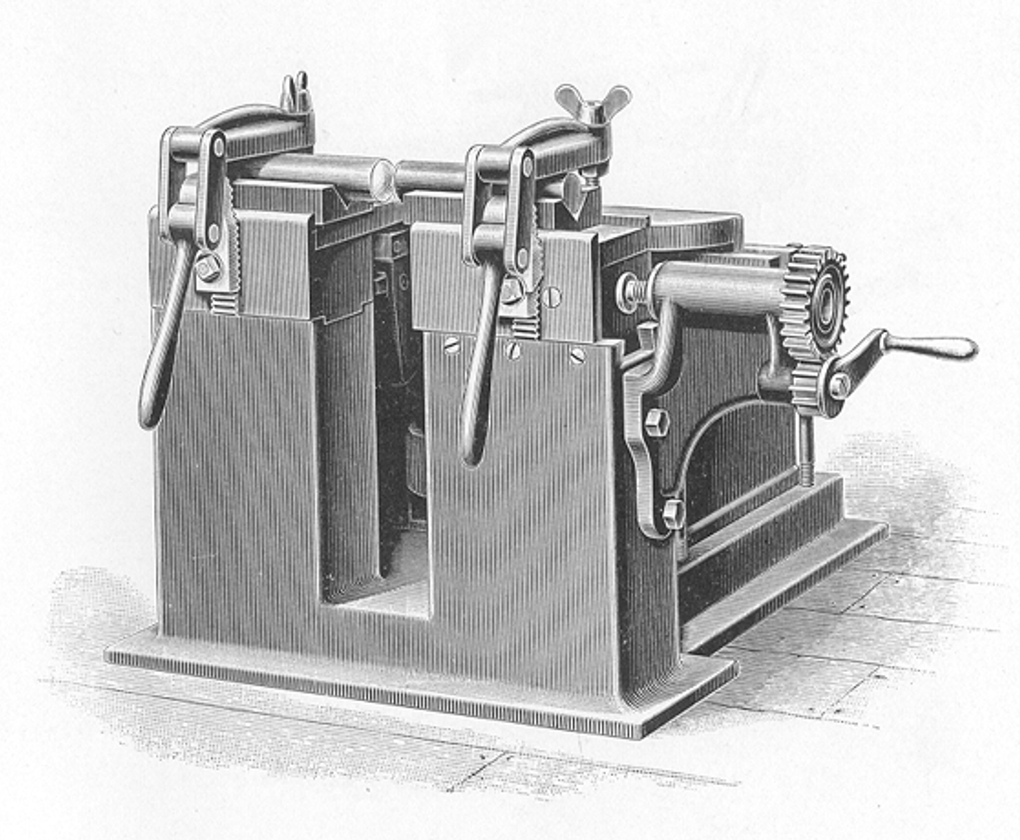
Máquina de soldagem de topo Inventada por Elihu Thomson

A Soldagem de topo (UW) (processo número 25 de acordo com  a norma EN ISO 4063 ) é uma técnica de soldagem que produz coalescência entre duas peças metalicas, em toda a área  em contacto entre elas, pelo calor obtido da resistência à corrente elétrica nessa mesma área.
Ela é usada para conectar secções transversais limitadas, como dois tubos ou barras, fios, parafusos, um bom exemplo do resultado dessa soldadura são os elos duma corrente metálica.
Essa técnica foi inventada em 1877 por Elihu Thomson.
Existe duas variantes de soldagem de topo

## Solda de topo por resistência (ou por pressão)

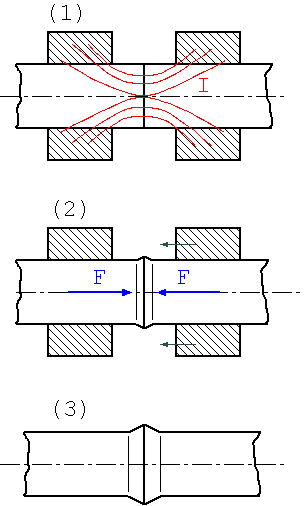
Esboço do princípio de soldagem de topo por pressão: (1) Passagem da corrente I com uma pequena força de compressão
(2) Aplicação duma grande força de compressão F
(3) Componente acabado

Os componentes a serem soldados são firmemente fixados nas garras de fixação do dispositivo de soldagem, que servem tanto como para a transmissão da corrente como para pressionar as peças entre si.
Ao pressionar os componentes juntos, um bom contacto é estabelecido em toda a área da secção transversal. A corrente que flui aquece todos os pontos de contacto até a temperatura de soldagem (fusão). Quando a temperatura necessária é atingida em toda a área da secção transversal da solda, o fluxo de corrente é interrompido e os componentes são firmemente comprimidos um contra outro por meio do movimento de avanço das garras.
O resultado da soldagem de topo prensado é um cordão espesso e sem rebarbas. Os componentes a serem soldados devem estar limpos na junta para um ótimo resultado de soldagem.

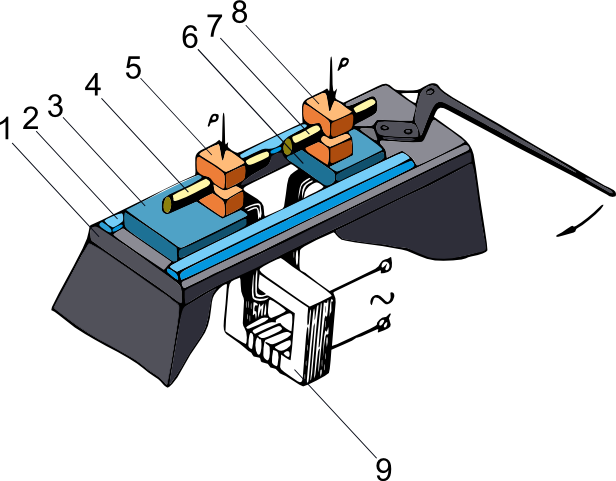
Esquema duma máquina de soldagem de topo:
(4) e (7) Peças
(5) e (8) Garras
(9) Tranformador

## Soldagem de topo por centelhamento (ou de tipoflash)

Animação do processo de soldagem por centelhamento
Soldagem por centelhamento

Uma variação da soldagem a topo por pressão é a soldagem de topo por centelhamento. Com este método de soldagem, há um contacto parcial entre os componentes durante a fase de aquecimento. Devido à alta densidade da corrente resultante, o material nesses pontos de contacto é liquefeito, vaporizado ou jogado fora em respingos. Os componentes, portanto, queimam parcialmente no ponto de soldagem. Como resultado da contínua formação e destruição dos pontos de contacto, as peças devem ser avançadas durante a fase de aquecimento para manter os arcos eléctricos. Após atingir a temperatura desejada, os componentes são pressionados intensamente um contra outro para que haja soldagem (coalescência) e o fluxo de corrente é interrompido. A vantagem deste método é que a queima no ponto de contacto elimina simultaneamente a contaminação no ponto de solda e o metal em evaporação forma uma atmosfera protetora de gás ao redor do ponto de solda. No entanto, o material liquefeito geralmente forma uma rebarba no ponto de compressão, que pode ter que ser removida em uma operação separada. Uma aplicação amplamente generalizada é a soldagem dos carris, mas pode ser soldado com este processo todo um vasto leque de peças de natureza e formas diferentes.